# Adam Khoo

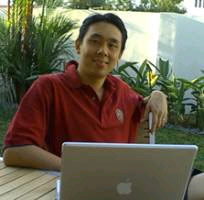
Adam Khoo Yean Ann

Adam Khoo Yean Ann (chiń. upr. 邱缘安; chiń. trad. 邱緣安; pinyin Qiū Yuán’ān; ur. 8 kwietnia 1974) to singapurski przedsiębiorca, autor bestsellerowych książek i czołowy trener. Został milionerem w wieku 26 lat, jest jednym z najmłodszych milionerów w Singapurze. Posiada i prowadzi kilka przedsiębiorstw w branży edukacyjnej, trenerskiej, eventowej i reklamowej, które przynoszą roczny przychód w wysokości 30 milionów.
Khoo jest prezesem Adam Khoo Learning Technologies Group Pte Ltd i dyrektorem siedmiu innych prywatnych przedsiębiorstw. Khoo zasiadał w zarządzie singapurskiego Health Promotion Board (HPB) w latach 2009-2010. Obecnie jest członkiem singapurskiego oddziału Young President's Organization (YPO), którego członkami mogą być jedynie przedsiębiorcy poniżej 50 roku życia, których firmy przynoszą roczny przychód w wysokości co najmniej 9 milionów dolarów. Khoo został odznaczony NUS Business School Eminent Business Alumni Award 2008 dla najlepszego i najefektywniejszego singapurskiego lidera biznesu.